# Катовский, Фалик
Фалик Катовский (первоначально Фолик Эршевич Котовский, идиш פֿאַליק קאַטאָװסקי‎, исп. Felix Catovsky; 1908, Вертюжаны, Сорокский уезд, Бессарабская губерния — 19 июля 1993, Буэнос-Айрес) — аргентинский еврейский журналист и прозаик. Писал на идише.

## Биография
Родился в еврейской земледельческой колонии Вертюжаны, в семье Эрша (Герша) и Эстер Котовских; отец был сапожником. Двоюродный брат писателя Фалика Лернера.
В 1930 году эмигрировал в Аргентину. Работал журналистом и редактором в буэнос-айресских газетах «Ундзер лэбм» (Наша жизнь) и «Ди пресэ» (Пресса). Публиковался в еврейской прессе Аргентины и Уругвая, выступал с публицистикой, очерками и рассказами.
Автор книги для детей «קלײנװאַרג: קינדער-דערצײלונגען» («Клейнварг: киндэр-дэрцейлунген» — Детвора: детские рассказы, Буэнос-Айрес, 1945). Книга была напечатана в принятой в СССР орфографии с фонетической записью гебраизмов. Пользовался псевдонимом «Фетер Фалик» (дядя Фалик).

## Семья
Жена — Анита Катовская. Сын Эктор (Эршл) Катовский (исп. Héctor Catovsky, 1949—1977?) был арестован 3 июня 1977 года и пропал без вести в период военной хунты. Другой сын — Даниэл Катовский (англ. Daniel Catovsky, род. 1937), британский онколог и молекулярный биолог, профессор гематологии в Институте онкологических исследований (Institute of Cancer Research, Лондон), президент Общества гематологии Великобритании (The British Society For Haematology), специалист в области лейкозов; его жена Джулия Полак (Julia Margaret Polak, 1939—2014) — профессор патологической анатомии и физиологии, автор трудов по использованию стволовых клеток в регенеративных целях.